# Casma-Sechincultuur

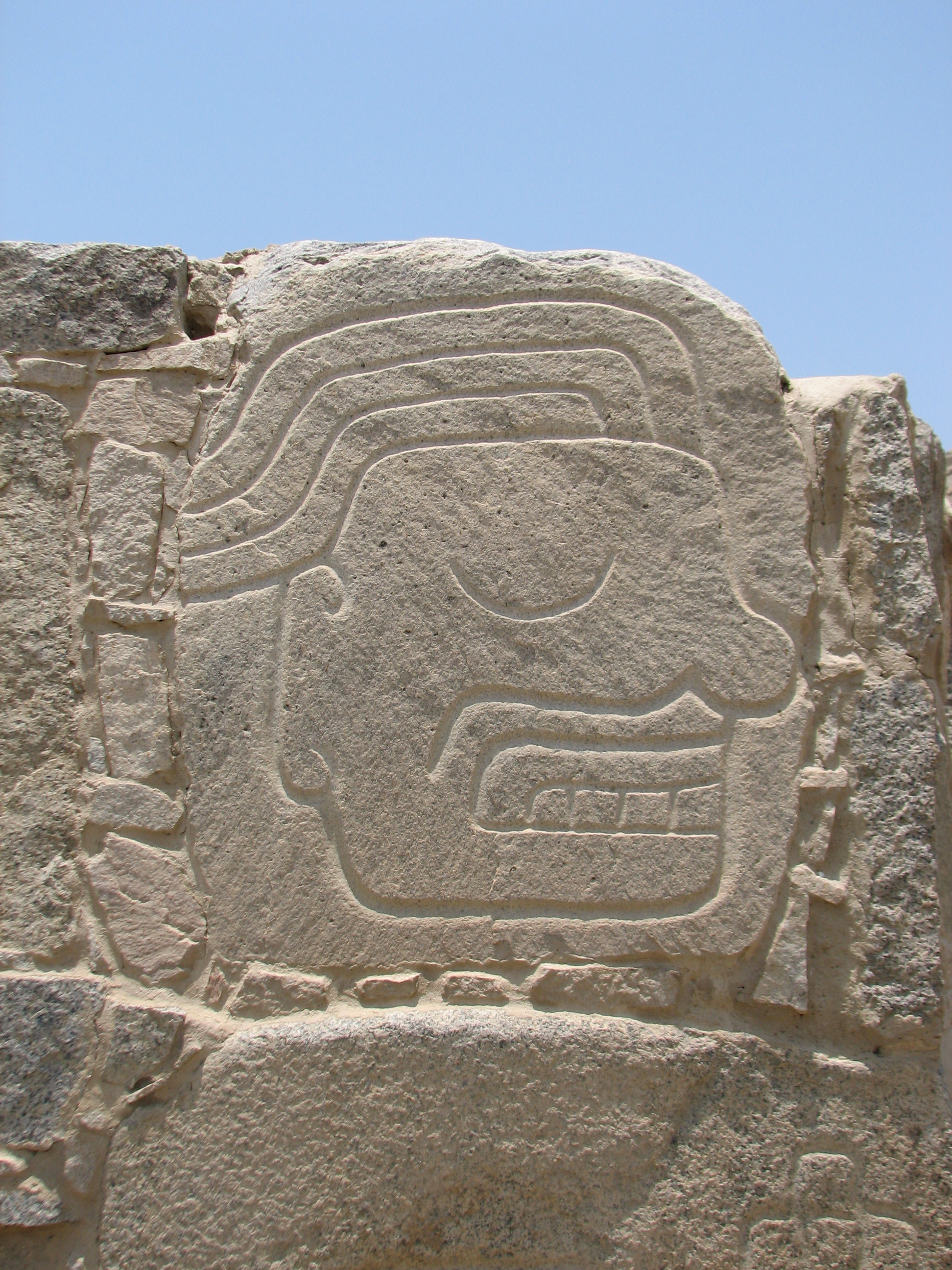
reliëf uit de Casma-Sechincultuur, ca. 1500 v.Chr.

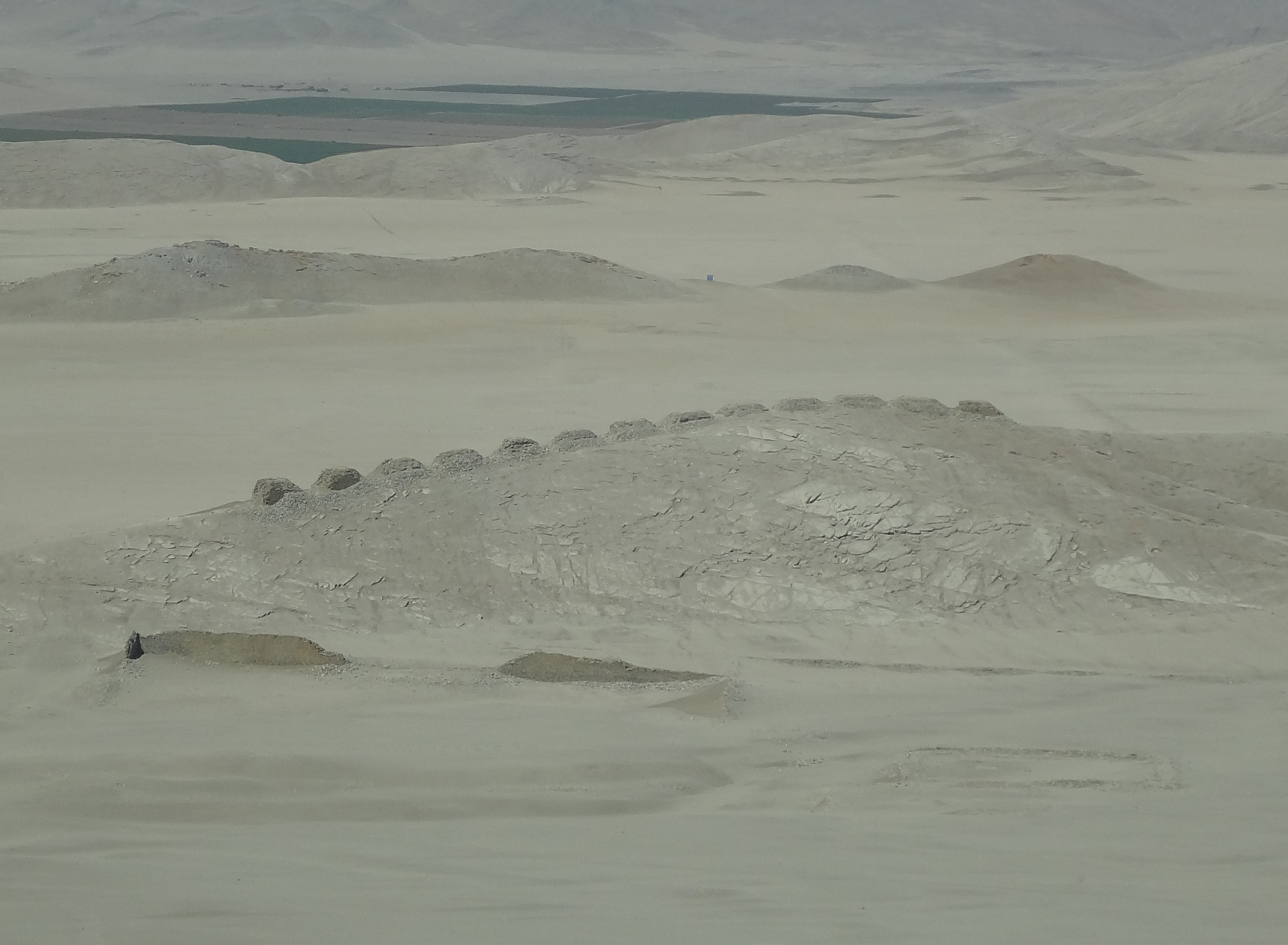
De Dertien Torens van Chankillo, gelegen in de woestijn met in de verte een modern geïrrigeerd gebied.

De Casma-Sechincultuur (ca. 3600 - 200 v.Chr.) van Peru verwijst naar de grote concentratie van precolumbiaanse ruïnes in de valleien van de Casma en haar zijrivier de Sechin en langs de nabijgelegen kust van de Stille Oceaan. Tot de ruïnes behoren belangrijke archeologische vindplaatsen als Sechin Bajo, Sechin Alto, Cerro Sechin, Mojeque, Chankillo en Taukachi-Konkan, naast meerdere kleinere sites. De meeste van deze vindplaatsen in het binnenland bevinden zich in rivierdalen, op ongeveer 20 km afstand van de oceaan. De kustplaatsen Huaynuná en Las Haldas liggen ongeveer 20 km ten noorden en zuiden van de monding van de Casma.
Een fries in Sechin Bajo dateert uit 3600 v.Chr. en is daarmee het oudste voorbeeld van monumentale architectuur dat tot nu toe in Amerika is ontdekt. Als deze datum door aanvullende ontdekkingen wordt bevestigd, betekent dit dat de Casma-Sechincultuur mogelijk eerder is ontstaan dan de Caral-Supecultuur, die momenteel wordt beschouwd als de oudste beschaving van Amerika. 

## Omgeving
De Stille Oceaankust van Peru is een van de droogste woestijnen ter wereld, met een gemiddelde jaarlijkse neerslag van minder dan 10 mm. Behalve in de rivierdalen is de woestijn vrijwel geheel verstoken van vegetatie. Langs de 2.400 km van de Peruaanse kust stromen 57 kleine rivieren de zee in, gevoed door de hogere neerslag die landinwaarts in het Andesgebergte valt, op hoogtes van meer dan 2.500 m. Elke riviervallei vormt een lineaire oase waarin geïrrigeerde landbouw mogelijk is. De valleien van de Casma en haar zijrivier de Sechin behoren tot deze lineaire oases. Het gebied van de Casma-Sechincultuur strekte zich uit over ongeveer 40 km landinwaarts. De breedte van de irrigeerbare valleien varieerde van 1 tot 7 km. 
Langs ongeveer 4 km van de vallei van de Sechin, net stroomopwaarts van de samenvloeiing met de Casma, ligt een complex van ruïnes dat bestaat uit sites zoals Sechin Bajo, Sechin Alto, Cerro Sechin en Taukachi-Konkan, alle behalve Sechin Alto in de woestijn aan de rand van de geïrrigeerde riviervallei. Chankillo en Mojeque liggen in de vallei van de Casma. Andere kleinere sites liggen verspreid over de twee rivierdalen. De Casmavallei was al bewoond lang voordat de monumentale bouwwerken opgercht werden. De vroegste koolstofdatering die wijst op menselijke bewoning is 7600 v.Chr., gevonden bij Cerro Sechin. 
De valleien van de Casma en Sechin ondersteunden in recentere tijden een bevolking van 14.000 mensen, en wellicht was de bevolking tijdens het hoogtepunt van de Casma-Sechincultuur vergelijkbaar. Een andere schatting is echter dat het aantal mensen dat met de cultuur verbonden was 23.000 bedroeg. De hoeveelheid irrigeerbaar land in de smalle valleien was niet groot, hoewel er ook een deel van de bevolking buiten de landbouwgebieden in de kustgebieden woonde.
De wateren van de Stille Oceaan bij Peru zijn extreem rijk aan voedselbronnen. Een aantal van de eerste nederzettingen bevonden zich aan de woestijnkust en waren voor hun levensonderhoud meer afhankelijk van visserij dan van landbouw of jagen en verzamelen. De vroegste nederzettingen ontwikkelden zich ook in het pre-keramische tijdperk en maakten geen gebruik van aardewerk. 
De Casma-Sechincultuur bevond zich ongeveer 130 km ten noorden van de noordelijkste buitenposten van de Caral-Supecultuur, door archeologen beschouwd als de oudste beschaving van Amerika. Gezien de korte afstanden was het waarschijnlijk dat er contact was en dat culturele kenmerken tussen de twee gebieden werden overgedragen. 

## Beschrijving
Het kustgebied van Peru is een van de zes gebieden ter wereld waar de beschaving zich onafhankelijk heeft ontwikkeld, zonder invloeden van buitenaf. Rond 3000 v.Chr. was er op een aantal plekken aan de kust van Peru, waaronder de Casma-Sechin-valleien, een aanzienlijke bevolking aanwezig die grote projecten uitvoerde, zoals de bouw van piramides en andere ceremoniële en monumentale bouwwerken. De vroegste Peruaanse beschaving verschilde van de andere vijf ongerepte beschavingen ter wereld doordat er in de beginfase geen keramiek (aardewerk) bestond. Het belang van de landbouw voor de vroege Peruaanse beschaving wordt betwist, waarbij sommige archeologen een "maritieme hypothese" voorstellen waarin de rijke maritieme hulpbronnen van de nabijgelegen Stille Oceaan sedentaire kustgemeenschappen in staat stelden te floreren voordat de geïrrigeerde landbouw werd ingevoerd. 
Sommige artefacten van de Casma-Sechincultuur dateren mogelijk van vóór de Caral-Supe-beschaving. Uit koolstofdatering blijkt dat er in 3500 v.Chr. in Sechin Bajo een plein werd aangelegd. Een nabijgelegen fries van 2 m hoog werd gedateerd op 3600 v.Chr. Het plein en de fries zijn de twee oudste voorbeelden van monumentale architectuur die tot nu toe in Amerika zijn gevonden. 

### Archaïsche periode
De eerste koolstofdatering van menselijke bewoning in de Casma-Sechin-vallei vond plaats nabij de ruïnes van Cerro Sechin en dateert uit 7600 v.Chr. In Sechin Bajo zijn de oudste overblijfselen van monumentale architectuur te vinden, namelijk ruïnes van het "Eerste Gebouw", dat dateert uit de periode 3700 tot 2900 v.Chr. Gedurende deze periode werden er meerdere reconstructies van het gebouw uitgevoerd. De ligging van Sechin Bajo, landinwaarts ten opzichte van de zee en de mariene hulpbronnen, suggereert dat landbouw een belangrijke bijdrage leverde aan het levensonderhoud van de bouwers en de bewoners in de omgeving. De arbeidsbehoefte voor de bouwsector impliceert ook dat er een grote groep sedentaire of semi-sedentaire werknemers in de buurt is, met een controlemechanisme om de werknemers te verzamelen en te superviseren. In deze periode werd geen aardewerk vervaardigd. 

### Voorkeramische periode
De voorkeramische periode wordt gekenmerkt door de groei van de kustnederzettingen van Huaynuná, met een nederzetting die dateert uit 2900 v.Chr., en Las Haldas, met een nederzetting uit 2200 v.Chr. Zowel Huaynuná als Las Haldas liggen ruim 12 km van de irrigeerbare gronden van de Casma en dus was visserij hun voornaamste middel van bestaan. 
Ook de nederzettingen in het binnenland namen in deze periode toe. De nederzettingen aan de kust leverden vis en andere mariene hulpbronnen aan de nederzettingen in het binnenland, terwijl de nederzettingen in het binnenland landbouwproducten leverden aan de nederzettingen aan de kust. Katoen was in deze handel van bijzonder belang. De nederzettingen aan de kust gebruikten dit voor visnetten en -lijnen, en kalebassen voor vlotten en containers. Landbouw op overstromingsvlakten lijkt de meest gebruikelijke manier van agricultuur te zijn geweest, hoewel in de valleien van de Casma en Sechin in die tijd waarschijnlijk ook kleinschalige kanaalirrigatie werd toegepast. 

### Vroege formatieve periode
Tijdens de vroege formatieve periode (1800 - 900 v.Chr.) bereikte de Casma-Sechincultuur haar grootste bloei. Tot de technologische ontwikkelingen behoorden onder meer geweven textiel en aardewerk, de invoering of uitbreiding van irrigatie voor de landbouw in de rivierdalen, en de bouw van grote monumentale piramides en pleinen. Veel van de prominente sites uit de beginperiode, zoals Sechin Bajo en Cerro Sechin, dateren uit de prekeramische periode maar werden in deze periode herbouwd en uitgebreid. 
Opvallend is de concentratie van monumentale bouwwerken uit deze periode in de Sechinvallei. Binnen een straal van ongeveer 5 km liggen in de Sechinvallei vier grote ruïnes: Sechin Bajo, Taukachi-Konkan, Cerro Sechin en Sechin Alto. De dominante plaats was Sechin Alto, metbde grootste van de afgeplatte piramides die kenmerkend zijn voor de Peruaanse kust, een heuvel van 300 bij 250 m en 35 m hoog. Dit was toen het gebouwd werd van ongeveer 1600 tot 1400 v.Chr. het grootste bouwwerk in Amerika. De omvang, concentratie en uniformiteit van monumenten in de Sechinvallei doen vermoeden dat Sechin Alto het bestuurlijke centrum was van een staatsbestel dat de valleien, en mogelijk ook de kustplaatsen, onder één bestuur verenigde. De dominantie van Sechin Alto wordt ook aangegeven door de ligging ervan. Alle andere belangrijke sites bevinden zich in de woestijn aan de rand van het irrigeerbare gebied: Sechin Alto, in een vertoning van opvallende consumptie, ligt op het schaarse irrigeerbaar land. 
Door de bewoners van de Casma- en Sechinvalleien werden veel gebruiks- en voedingsgewassen verbouwd, maar er zijn tijdens de vroege formatieve periode geen aanwijzingen voor maïs, het belangrijkste gewas van Amerika. 

### Late formatieve periode
De cultuur van de Casma en Sechinvalleien kwam tijdens de late formatieve periode (900 - 200 v.Chr.) onder invloed en mogelijk onder politieke controle van de Chavincultuur in de hooglanden. Tegen het einde van de initiële periode veranderde het karakter van de architectuur, de artefacten en het voedsel in het Casma-Sechin-gebied, wat mogelijk duidt op een vijandige invasie. Maïs en huisdieren, lama's, alpaca's en cavia's, werden geïntroduceerd en de afhankelijkheid van mariene hulpbronnen voor eiwitten nam af, wat suggereert dat de indringers, als die er waren, afkomstig waren uit de hooglanden van Peru in plaats van andere kustculturen. In de nieuwe architectuurstijl kwamen militaire thema's veel prominenter naar voren. De grote heuvels die kenmerkend waren voor de cultuur van de initiële periode werden niet langer gebouwd. 
Chankillo is een van de interessantste ruïnes van de late formatieve periode. Chankillo dateert al uit 350 v.Chr. en omvatte een fort, een zonneobservatorium en ceremoniële ruimtes. Dankzij het observatorium, dat de naam Dertien Torens van Chankillo kreeg, konden waarnemers een precieze datum van het jaar bepalen door de positie van de zon bij zonsopgang en zonsondergang op de torens te observeren. Chankillo en andere structuren van de Casma-Sechincultuur werden rond 100 v.Chr. na een schijnbaar conflict gedeeltelijk verwoest en verlaten. 